# Tour de Burgos 2011
La 33e édition du Tour de Burgos a eu lieu du 3 au 7 août 2011. L'épreuve a été remportée par l'Espagnol Joaquim Rodríguez, de l'équipe Katusha, devant son coéquipier Daniel Moreno et Juan José Cobo (Geox-TMC). Joaquim Rodríguez remporte, de plus, la deuxième étape et le classement par points. Vainqueur de l'étape reine de la course, Mikel Landa (Euskaltel-Euskadi) termine meilleur grimpeur de l'épreuve. Grâce, notamment, à leur victoire sur le contre-la-montre par équipe, la Movistar remporte le classement de la meilleure équipe.

## Étapes
| Étape     | Date   | Villes étapes                |  | Distance (km) | Vainqueur d’étape | Leader du classement général |
| --------- | ------ | ---------------------------- |  | ------------- | ----------------- | ---------------------------- |
| 1re étape | 3 août | Villarcayo - Miranda de Ebro |  | 168           | Samuel Sánchez    | Samuel Sánchez               |
| 2e étape  | 4 août | Burgos - Burgos              |  | 144           | Joaquim Rodríguez | Joaquim Rodríguez            |
| 3e étape  | 5 août | Pradoluengo - Belorado       |  | 11,6          | Movistar          | Joaquim Rodríguez            |
| 4e étape  | 6 août | Road de Duero - Clunia       |  | 168           | Daniel Moreno     | Joaquim Rodríguez            |
| 5e étape  | 7 août | Los Pinares - Lacs de Neila  |  | 155           | Mikel Landa       | Joaquim Rodríguez            |

## Équipes
15 équipes ont été invitées sur ce tour : trois équipes World Tour, dix équipes continentales professionnelles et deux équipes continentales.
| - Euskaltel-Euskadi - Katusha - Movistar | - Caja Rural - Andalucía-Caja Granada - Topsport Vlaanderen-Mercator - Geox TMC - FDJ - Acqua & Sapone - Saur-Sojasun - Androni Giocattoli-CIPI - Skil-Shimano - Colombia es Pasión-Café de Colombia | - Orbea Continental - Burgos 2016-Castilla y León |

## Classement général final

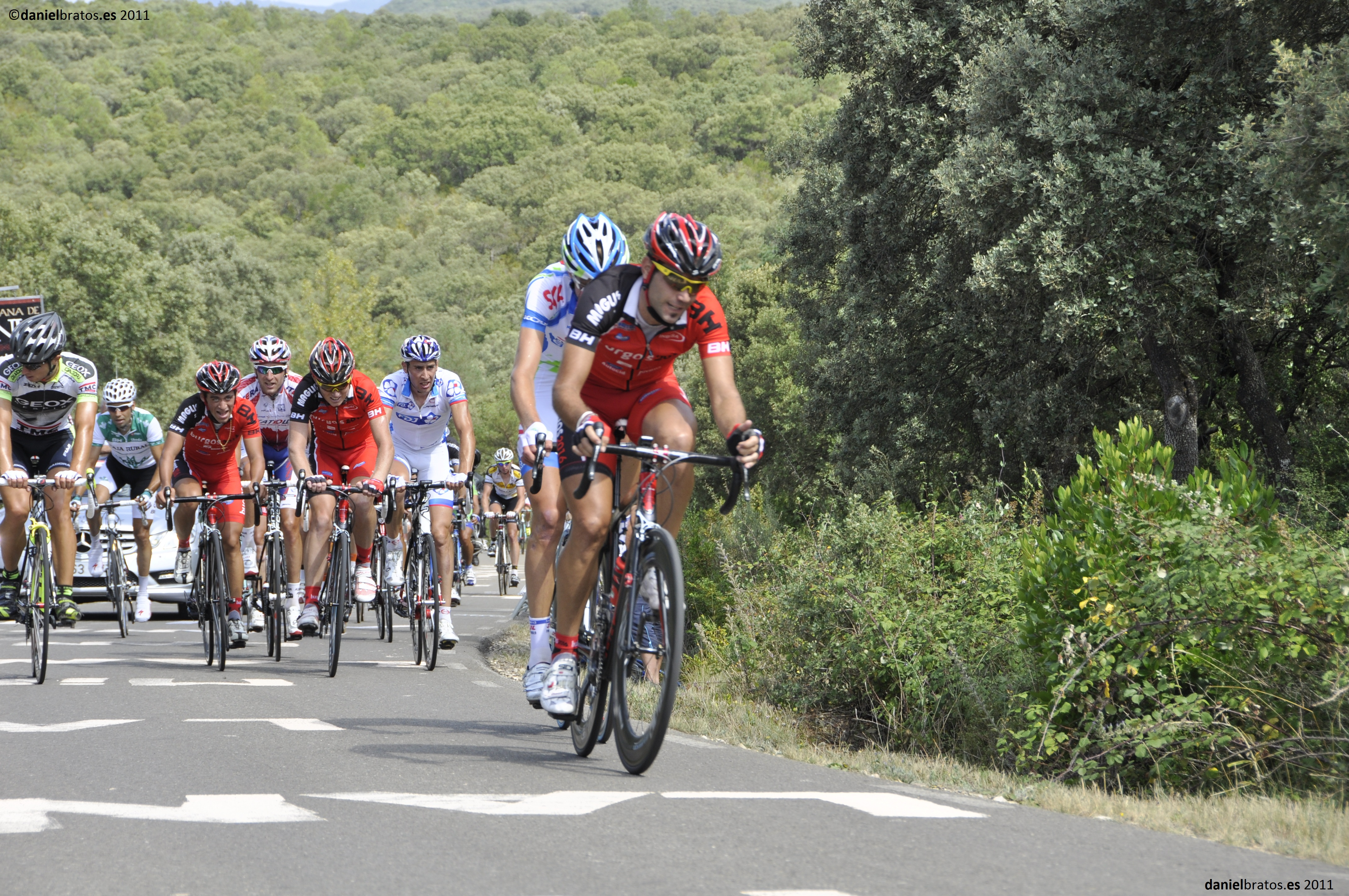
Le peloton au sommet San Juan del Monte, durant la première étape

|    | Cycliste           | Pays    | Équipe            |    | Temps            |
| -- | ------------------ | ------- | ----------------- | -- | ---------------- |
| 1  | Joaquim Rodríguez  | Espagne | Katusha           | en | 15 h 12 min 34 s |
| 2  | Daniel Moreno      | Espagne | Katusha           | +  | 36 s             |
| 3  | Juan José Cobo     | Espagne | Geox-TMC          |    | 45 s             |
| 4  | Samuel Sánchez     | Espagne | Euskaltel-Euskadi |    | 1 min 23 s       |
| 5  | Fabrice Jeandesboz | France  | Saur-Sojasun      |    | 1 min 52 s       |
| 6  | David Lopez        | Espagne | Movistar          |    | 1 min 58 s       |
| 7  | Pablo Lastras      | Espagne | Movistar          |    | 2 min 06 s       |
| 8  | Igor Antón         | Espagne | Euskaltel-Euskadi |    | 2 min 25 s       |
| 9  | Sergio Pardilla    | Espagne | Movistar          |    | 2 min 34 s       |
| 10 | Mikel Nieve        | Espagne | Euskaltel-Euskadi |    | 2 min 55 s       |